# Tuvalu en los Juegos Olímpicos de Londres 2012
Tuvalu estuvo representado en los Juegos Olímpicos de Londres 2012 por un total de 3 deportistas, 2 hombres y 1 mujer, que compitieron en 2 deportes. El responsable del equipo olímpico es la Asociación Deportiva y Comité Olímpico Nacional de Tuvalu.
El portador de la bandera en la ceremonia de apertura fue el halterófilo Tuau Lapua Lapua, y en la de clausura, la atleta Asenate Manoa. El equipo olímpico tuvaluano no obtuvo ninguna medalla en estos Juegos.

## Atletas
La siguiente tabla muestra el número de atletas en cada disciplina:
| Deporte      | Hombres | Mujeres | Total |
| ------------ | ------- | ------- | ----- |
| Atletismo    | 1       | 1       | 2     |
| Halterofilia | 1       | 0       | 1     |
| Total        | 2       | 1       | 3     |

## Atletismo
Masculino
| Atleta       | Evento | Series    | Series   | Semifinal | Semifinal | Final     | Final     |
| Atleta       | Evento | Resultado | Posición | Resultado | Posición  | Resultado | Posición  |
| ------------ | ------ | --------- | -------- | --------- | --------- | --------- | --------- |
| Tavevele Noa | 100 m  | 11:55     | 6        | No avanzó | No avanzó | No avanzó | No avanzó |

Femenino
| Atleta        | Evento | Series    | Series   | Semifinal | Semifinal | Final     | Final     |
| Atleta        | Evento | Resultado | Posición | Resultado | Posición  | Resultado | Posición  |
| ------------- | ------ | --------- | -------- | --------- | --------- | --------- | --------- |
| Asenate Manoa | 100 m  | 13.48     | 7        | No avanzó | No avanzó | No avanzó | No avanzó |

## Halterofilia
Masculino
| Atleta           | Evento | Arrebato  | Arrebato | Tirón     | Tirón    | Total | Final |
| Atleta           | Evento | Resultado | Posición | Resultado | Posición | Total | Final |
| ---------------- | ------ | --------- | -------- | --------- | -------- | ----- | ----- |
| Tuau Lapua Lapua | –62 kg | 108       | 13       | 135       | 12       | 243   | 12    |